# سلاطین فلزی
«سلاطین فلزی» آلبومی از منووار است که در سال ۱۹۸۸ میلادی منتشر شد.